# Oethecoctonus ophrynopus
Oethecoctonus ophrynopus är en stekelart som beskrevs av Lubomir Masner 1983. Oethecoctonus ophrynopus ingår i släktet Oethecoctonus och familjen Scelionidae. Inga underarter finns listade i Catalogue of Life.